# Vila Maria (Rairobo)
Vila Maria ist eine osttimoresische Aldeia im Suco Rairobo (Verwaltungsamt Atabae, Gemeinde Bobonaro). 2015 lebten in der Aldeia 232 Menschen.

## Geographie
Vila Maria liegt im Südosten des Sucos Rairobo. Nördlich befindet sich die Aldeia Faturase und südwestlich die Aldeia Rairobo. Im Osten grenzt Vila Maria an den Suco Atabae.
Der Ort Atabae dehnt sich entlang einer Straße im Osten aus. Im Dorf stehen der Sitz des Sucos, die Grundschule Rairobo, ein Hospital und eine Kirche. Die ehemalige Kaserne der portugiesischen Kavallerie ist heute ein Ausbildungszentrum der Nationalpolizei Osttimors (PNTL).
Der Fatuburu, ein Quellfluss des Fatumolin, fließt im Osten an der Grenze zur Aldeia Faturase. Der Hatoleai, ein Nebenfluss des Lóis, entspringt östlich des Dorfes Atabae und folgt der Grenze zum gleichnamigen Suco.

## Geschichte

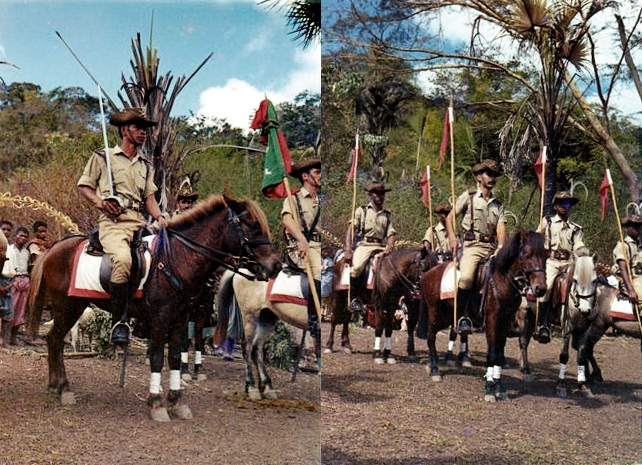
Portugiesische Kavallerieschwadron am 17. Juli 1969 in Atabae in Gedenken an Francisco Duarte

Bei der Belagerung von Atabae kam der bekannte portugiesische Offizier Francisco Duarte am 17. Juli 1899  bei den Pedras de Bicari (Bicari-Felsen) ums Leben. Am 17. Juli 1959 wurde ein Gedenkstein am Ort des Todes von Duarte aufgestellt. Sowohl bei den Timoresen, als auch in Portugal wurde er zur Legende. Zu seinem Todestag gab es in der Kolonie jährlich eine feierliche Gedenkveranstaltung.
Seit Juni 1970 war die 6. Kavallerieschwadron der Portugiesen in Atabae stationiert.

## Politik
2023 wurde Eduardu Tavares zum Chefe de Aldeia gewählt.